# Referèndum constitucional del Kazakhstan de 2022
El referèndum constitucional del Kazakhstan de 2022, anomenat localment referèndum republicà (kazakh: Республикалық референдум, Respublikalyq referendum) va ser un referèndum que es va celebrar el 5 de juny de 2022 al Kazakhstan per a esmenar la constitució nacional.
Va ser el tercer referèndum des de la independència del Kazakhstan en 1991, i el primer des del referèndum de 1995 que va establir la constitució actual. Les esmenes es van produir després dels violents disturbis civils de principis de gener provocats per l'empitjorament de la situació econòmica i les consegüents crides a una ràpida reforma política. El referèndum va modificar 33 dels 98 articles del document. Els comentaristes polítics van avaluar que les esmenes reduirien la influència del poder executiu, atorgarien més poders al Parlament i eliminarien els poders que l'expresident Nursultan Nazarbàiev havia conservat després de renunciar al seu càrrec en 2019.
El president Khassim-Jomart Tokhàiev va revelar les esmenes proposades durant el seu primer discurs sobre l'estat de la nació el març de 2022. Després dels anuncis de Tokhàiev, aquest va formar posteriorment un grup de treball per a elaborar propostes de canvis constitucionals juntament amb el Parlament i, l'abril de 2022, les esmenes proposades a la Constitució es van presentar al Consell Constitucional per a la seva aprovació. Durant la redacció de les esmenes, els diputats i els funcionaris kazakhs van suggerir diversos canvis controvertits en relació amb l'exclusió del rus com a llengua cooficial juntament amb el kazakh; en particular, una de les primeres propostes de concedir a l'expresident Nazarbàiev el nou títol honorífic de «fundador del Kazakhstan independent», juntament amb altres privilegis, es va enfrontar a una reacció pública i finalment va ser rebutjada. El 29 d'abril, el president Tokhàiev va plantejar la idea de celebrar un referèndum republicà per a aprovar els canvis i addicions introduïts en la Constitució. A principis de maig, amb l'aprovació del Consell Constitucional, el Parlament va adoptar un projecte de paquet d'esmenes i addicions constitucionals. El 5 de maig, el Parlament va ratificar la revisió final, i Tokhàiev va aprovar el projecte i va fixar la data del referèndum en un decret presidencial.
Al llarg de la campanya, les esmenes, així com la celebració d'un referèndum, van rebre el suport de diversos partits polítics progovernamentals, institucions estatals, ONG, figures públiques i homes d'Estat, inclòs el mateix expresident Nazarbàiev. Encara que el referèndum mancava d'una campanya unificada pel «No», els activistes civils i els grups de l'oposició el van criticar pel cost financer del referèndum, el curt termini de la campanya i la falta de diàleg entre el govern kazakh i els ciutadans durant la redacció. Els crítics van argumentar que les esmenes no canviaran molt la política kazakh i que, en canvi, només reforçaran les possibles ambicions d'un segon mandat del president Tokhàiev.
Per a ser aprovades, les esmenes proposades havien d'obtenir la majoria absoluta de tots els vots, inclosos els blancs i els nuls, a escala nacional, així com en dos terços de les 17 regions i ciutats autònomes, i una participació mínima del 50% dels votants registrats. La Comissió Electoral Central (OSK) va informar en la nit del 5 de juny d'una participació preliminar del 68,4% poc després del tancament dels col·legis electorals. Els sondejos a peu d'urna, publicats en els mitjans de comunicació a mitjanit del 6 de juny durant la cobertura del referèndum, indicaven que més del 74% dels votants kazakhs donaven suport als canvis constitucionals. L'endemà al matí, l'OSK va anunciar que els votants havien aprovat 56 esmenes a la Constitució del Kazakhstan, i els resultats finals globals publicats el 7 de juny mostraven un 77,2% dels votants a favor i un 18,7% en contra.